# 泰安汽车总站
36°10′50″N 117°06′14″E / 36.18061°N 117.10380°E泰安汽车总站，也称作泰安汽车站，为中华人民共和国国家一级公路客运站，隶属于泰安交运集团公司，是泰安市客运量最大的汽车站，也是山东省重要的交通客运枢纽。辖属泰安汽车站（主站区）、交通宾馆公交枢纽站、泰山汽车站三个发车区和泰莱、学院、堰北三个站外补票点。

## 沿革
1954年，山东省运输公司济南分公司被撤销，并分为国营山东省运输公司济南汽车总站、泰安汽车总站、济南汽车修理厂。1956年7月，济南汽车总站与泰安汽车总站合并成立国营山东省运输公司济南分公司，8月更名为国营山东省汽车运输公司济南分公司。1961年5月，泰安汽车总站隶属于泰安地区交通局，之后历经多次整合。2006年3月，泰安交通运输集团有限公司成立企业集团，泰安汽车总站归入其下。

## 组织
泰安汽车站发车区位于龙潭路125号，泰山大街、龙潭路、三里路的交汇处；交通宾馆公交枢纽站位于泰山大街31号路北，泰山汽车站位于泰山大街60号路南。车站客运班线覆盖全省17地市和泰安各县市区，日均发送旅客万余人次，班车直达北京、天津、上海和江苏、河南、河北、安徽、山西、陕西等省市。位于东岳大街139号的北区（新汽车站）已停止营运。
2020年初，受到2019冠状病毒病疫情影响，所有的公路客运以及公交停运，公路客运一度受到冲击。三月初，全国除湖北省以外陆续恢复公路客运。3月21日，济泰城际公交K919路开始复班，泰安城乡公交恢复运行。同日开通泰安至济南机场直通车。3月27日起，泰山汽车站恢复运营，发往肥城、口镇、平阴、长清等线路的班车恢复在泰山汽车站发车。泰安市的交通运输秩序逐渐恢复。